# Източен Сепик
Източен Сепик е провинция на Папуа Нова Гвинея. Площта ѝ е 43 426 квадратни километра и има население от 450 530 души (по преброяване от юли 2011 г.). Намира се в часова зона UTC+10. Разделена е на 6 окръга.